# Artabaze (satrape)
Pour les articles homonymes, voir Artabaze.
Artabaze (en grec ancien : Ἀρτάβαζος / Artabazos), également appelé Artabaze II (né avant 389 et mort vers 328 av. J.-C.), est un satrape perse de l'époque achéménide appartenant à la dynastie des Pharnacides, qui dirige la Phrygie hellespontique et la Bactriane.
Il se révolte contre Artaxerxès III et se réfugie durant une dizaine d'années à la cour de Philippe II, avant de rentrer en grâce sous le règne de Darius III. Durant la conquête macédonienne, il se rallie à Alexandre le Grand. Il est le père de Barsine, concubine d'Alexandre.

## Biographie

### Origine et début de carrière
Artabaze est le fils de Pharnabaze et d'Apama (de), fille d'Artaxerxès II. Son grand-père l'envoie comme stratège en Cappadoce afin de lutter contre le satrape rebelle Datamès. Il est ensuite installé comme satrape de Phrygie hellespontique à la place d'Ariobarzanès. 

### Révolte contreArtaxerxèsIII
En 356 av. J.-C., Artabaze se rebelle contre l'autorité du nouveau souverain Artaxerxès III avec le soutien d'Orontès le satrape de Mysie. Il reçoit d'abord l'aide de l'Athénien Charès et de ses mercenaires qu'il récompense généreusement : il est probable que les monnaies d'or frappées par Artabaze aient servi à payer les mercenaires grecs. Il est ensuite soutenu par le Thébain Pammènes qui commande 5 000 hommes. Avec l'aide de ces alliés, Artabaze parvient à vaincre le Grand roi dans deux grandes batailles. Cependant, Artaxerxès III parvient à priver Artabaze de ses alliés athéniens et béotiens en les achetant ; après quoi Artabaze est vaincu par le général du roi, Autophradatès, et est fait prisonnier. Mentor et Memnon, ses beaux-frères, continuent la révolte, aidés par le chef mercenaire athénien, Charidème. Ensemble, ils réussissent à libérer Artabaze qui semble avoir poursuivi ses opérations contre Artaxerxès III.
En 352 av. J.-C., Artabaze, alors âgé de 37 ans, se réfugie avec sa famille en Macédoine et Memnon auprès de Philippe II. Il y réside de 352 à 342 environ. Sa fille Barsine, future concubine d'Alexandre le Grand, a donc grandi à la cour de Pella.

### Rôle auprès deDariusIIIet Alexandre
Pendant l'exil d'Artabaze, Mentor, son beau-frère, rend de grands services à Artaxerxès III dans sa guerre contre Nectanébo II d'Égypte. À la fin de cette guerre, à l'été 342 av. J.-C., le roi de Perse offre à Mentor le commandement contre les satrapes rebelles d'Asie occidentale. Mentor profite de cette occasion pour lui demander de gracier Artabaze et Memnon. Le roi accepte et les deux hommes et leurs familles ont pu retourner en Perse. 
Sous le règne de Darius III, Artabaze se distingue par sa loyauté et son engagement envers le nouveau roi perse. Il participe à la bataille de Gaugamèles en 331 et accompagne Darius dans sa fuite. En 330, il tente de désamorcer les tensions entre le roi, Nabarzanès et Bessos, même s'il reste vigilant dans sa défense de Darius. Après l'assassinat de Darius, il se réfugie avec ses partisans dans les monts Elbourz. Il se rend ensuite à Alexandre en Hyrcanie en compagnie de neuf de ses fils, alors que Barsine est la concubine du roi. Il est envoyé avec Érigyios, Caranos et Andronicos contre le satrape d'Arie Satibarzanès. En 329 av. J.-C., il est désigné satrape de Bactriane ; mais un an plus tard il demande à être relevé de son poste en raison de son grand âge. Alexandre le remplace alors par Cleitos, et, après la mort de ce dernier, par Amyntas.
Il meurt vers 325 av. J.-C.

## Famille

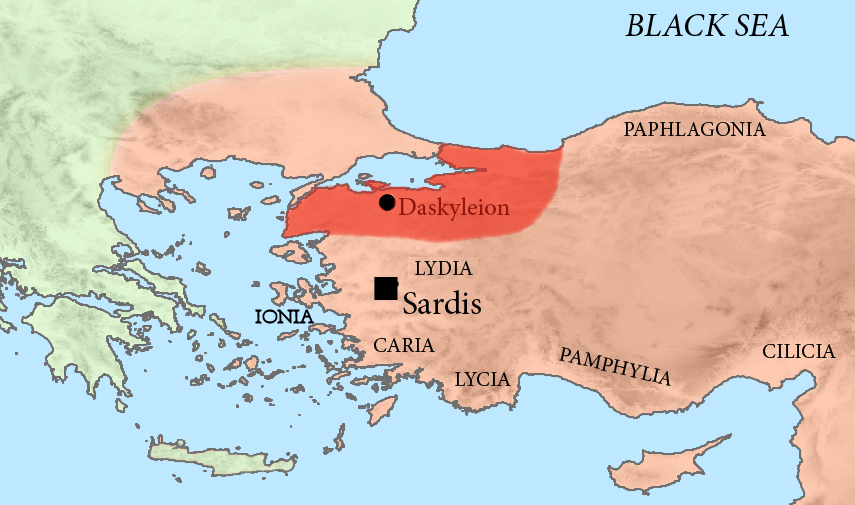
Satrapie de Phrygie hellespontique.

### Mariage et enfants
De son mariage avec une Rhodienne d'origine grecque, Artabaze a eu onze fils et dix filles, dont :
- Pharnabaze III, commandant de la flotte perse durant la conquête macédonienne ;
- Barsine, concubine d'Alexandre le Grand ;
- Artacama, épouse de Ptolémée ;
- Artonis, épouse d'Eumène de Cardia ;
- Dascatylis, épouse du satrape Spitaménès.